# Tékane
Tékane est une ville et une commune du sud de la Mauritanie ainsi que le chef-lieu du département du même nom, dans la région du Trarza.

## Géographie
La ville de Tékane se situe dans la vallée du fleuve Sénégal, à 59 km à l'est de Rosso (Mauritanie), entre le fleuve Sénégal et son bras, le Ndiawane.
Sa commune est délimitée au nord par le département de R'Kiz, à l'est par la commune de Lexeiba 2, au sud par le fleuve Sénégal, qui fait la frontière avec le Sénégal, à l'ouest par le département de Rosso.
Cette commune compte 66 localités , dont les villages de Gani, Oum El Ghoura et Thiambène. Elle est distante d'environ 262 km de la capitale, Nouakchott.

### Population et démographie
Lors du recensement de 2013, la commune de Tékane comptait 22 447 habitants.
La population de Tékane est essentiellement composée de Peuls ou Halpoulaars, de « Maures noirs » (en arabe : السودان. al-soudan) et de Wolofs.

### Activités économiques
L'agriculture, en particulier la céréaliculture (riz, sorgho, maïs) et le maraîchage (tomates, oignons, patate douce, gombo, etc.), ainsi que l’élevage, notamment bovin, ovin et caprin, constituent le socle de l'économie de Tékane. Le commerce est également une activité cruciale au sein de la commune. Depuis l'électrification de la zone en 2015, une activité industrielle s'est développée, symbolisée par l'installation d'une rizerie aux abords de la ville de Tékane.

## Histoire
Tékane est situé dans la région historique du Fouta-Toro, plus précisément dans sa province la plus occidentale, celle de Dimar (ou Dimat).
Plusieurs versions de l’histoire de la fondation de Tékane existent, mais il y a toutefois un consensus parmi les anciens de la ville selon lequel elle aurait été établie vers le milieu du XIXe siècle par Elimaan Saidou Kane. Selon la tradition locale, Elimaan aurait découvert un site boisé vierge qui deviendrait le futur emplacement du village de Tékane. Après s'être installé, Elimaan Saidou Kane aurait invité le marabout Boubakar Baal à le rejoindre, lui accordant des terres à l'ouest. Il aurait également appelé à lui ses alliés de la rive gauche du fleuve Sénégal, notamment les Kane LaawakooBe de Dimat, les guerriers GallunkooBe, les Diagne et les Dia de Pendao à proximité de Dimat, le premier Djagaraf de Tékane est Oumar Ndaté Diagne, ainsi que les pêcheurs Sarr de Bokki SarankoBe, leur permettant d'accéder à la forêt pour défricher les terres qu'ils désiraient. Par la suite, des éleveurs peuls des environs, ainsi que d’autres familles, nobles ou issues de diverses castes, qu'elles aient ou non des liens avec les KananBe (clan des Kane), se sont également installés dans le village.

## Administration
Tékane est le chef-lieu de l’arrondissement de Tékane depuis le 04 septembre 1969, et du département de Tékane depuis le 08 septembre 2021, l’un des sept départements de la région du Trarza. Le maire de la commune de Tékane est Mohamed Seyid Ould Cheïne.

## Transport

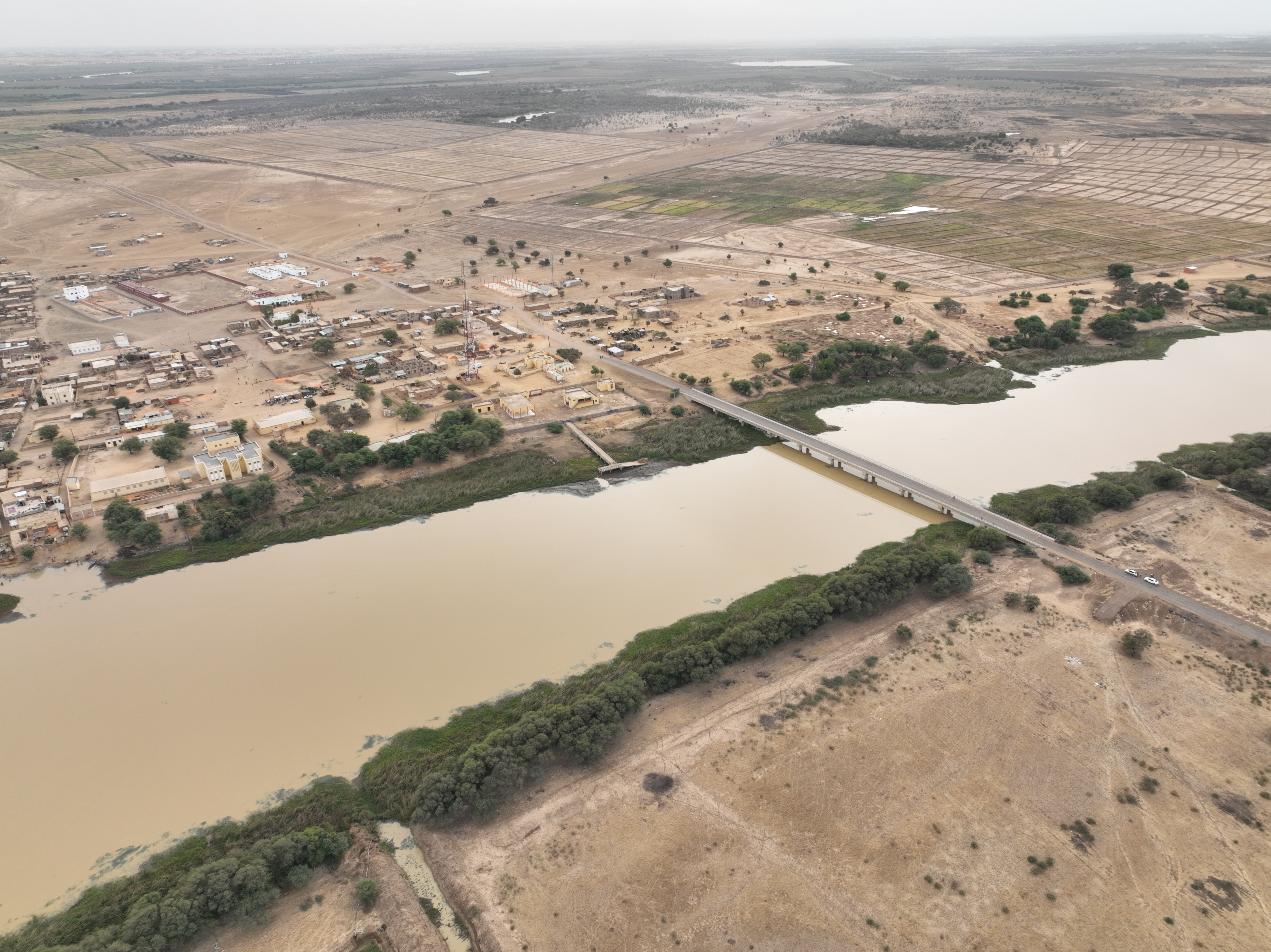
Le pont de Tékane

La commune de Tékane est traversée d'ouest en est par la route Rosso-Boghé. Un pont bitumé enjambe la rivière Ndiawane, assurant la connexion de la ville de Tékane au reste du pays.